# Johnny Mack Brown
Johnny Mack Brown (Dothan, Alabama, 1904. szeptember 1. – Los Angeles, 1974. november 14.) amerikai színész.

## Fiatalkora
Brown az alabamai Dothanben született és nőtt fel. A középiskolai futballcsapat sztárja volt, és ennek köszönhetően futball ösztöndíjat nyert az Alabamai Egyetemre. Hátvédként játszott a Crimson Tide nevű egyetemi csapatban. A beceneve a "Dothani antilop" volt, és 1926-ban csapatával meg is nyerte az egyetemi bajnokságot.

## Filmes karrierje
Megnyerő külsejének és jó fizikumának köszönhetően fényképe rákerült gabonapehely dobozokra, és 1927-ben filmszereplő válogatásokra is behívták, így hamarosan elkezdődött hosszantartó hollywoodi karrierje. 1929-ben a Coquetteben együtt játszott a némafilm csillag Mary Pickford első hangosfilmjében.
1930-ban a címszerepet játszhatta el King Vidor Billy, a Kölyök című westernjében. Egy évvel később az Elveszett nemzedékről szóló The Last Flightban szerepelt. Brown hamarosan a Metro-Goldwyn-Mayer stúdió vezető színésze lett, amíg az új feltörekvő csillag, Clark Gable át nem vette a helyét.
Később felívelő karrierjében komoly törés következett. Alacsony költségvetésű westernekben kezdett szerepelni, és hamarosan a B kategóriás filmek cowboysztárjává vált, 127 westernt forgatva pályafutása alatt. Szerepelt a Universal Pictures négy vadnyugati sorozatában is, ezzel filmhőssé válva az amerikai fiatalok milliói körében.
Amikor a B mozik már nem voltak igazán nyereségesek Brown visszavonult a filmezéstől 1953-ban. Bár tíz évvel később még visszatért a filmvászonra néhány mellékszerep erejéig. Így több mint 160 filmben szerepelt 1927. és 1966. között.

## Magánélete
1926-ban feleségül vette Cornelia Fostert, akivel egészen haláláig 1974-ig együtt volt. Négy gyermekük született.

## Halála
Brown 70 éves korában halt meg szívinfarktusban Los Angelesben. Hamvait a Glendale-i Forest Lawn Memorial Parkban helyezték el.

## További információ
- Johnny Mack Brown a PORT.hu-n (magyarul)
- Johnny Mack Brown az Internet Movie Database-ben (angolul)
- Johnny Mack Brown a Rotten Tomatoeson (angolul)

## Fordítás
- Ez a szócikk részben vagy egészben  a   Johnny_Mack_Brown című angol Wikipédia-szócikk fordításán alapul.  Az eredeti cikk szerkesztőit annak laptörténete sorolja fel. Ez a jelzés csupán a megfogalmazás eredetét és a szerzői jogokat jelzi, nem szolgál a cikkben szereplő információk forrásmegjelöléseként.